# Narwhal (schip, 1978)
De Narwhal was een halfafzinkbaar kraanschip dat in 1977-78 bij IHI werd gebouwd voor de Nederlandse Maatschappij voor Werken Buitengaats (Netherlands Offshore Company, NOC). Er werd een kraan geplaatst van 2000 shortton, gebouwd door Sumitomo Heavy Industries naar ontwerp van IHC Gusto.
Het halfafzinkbare concept moest het aantal werkbare dagen op de Noordzee vergroten. Tot dan toe lag dat op 109 dagen per jaar op 61° NB, ter hoogte van het Brentveld, en op 152 dagen op 58°, ter hoogte van het Claymore-veld. Met dit nieuwe concept zou dit volgens computersimulaties op meer dan 300 dagen moeten liggen op 61° NB. De Narwhal was niet de eerste met dit concept, dat al geruime tijd werd gebruikt bij halfafzinkbare boorplatforms in de Golf van Mexico en bij enkele gecombineerde kraanschepen/pijpenlegger als de Choctaw I en Choctaw II. Die laatsten hadden echter te weinig stabiliteit bij het hijsen van 2000 shortton over de zij. Waar bij die schepen de kolommen geplaatst waren op twee pontons, was de Narwhal ontworpen met een enkel ponton met daarop drie kolommen aan bakboord en drie aan stuurboord. Met dit enkele ponton werd voorkomen dat het schip te breed moest worden om voldoende stabiliteit te genereren. Die extra breedte zou een nadeel zijn voor de reikwijdte of vlucht van de kraan.

Naast de twee scheepsanker werden acht ankerlieren geplaatst waarmee het schip op de werklocatie uitgeankerd kon worden.
In september 1979 werd overeengekomen dat McDermott het materiaal van NOC overnam. De Narwhal werd daarbij de McDermott DB 101, in 1995 kortweg DB 101. In 1984 verplaatste McDermott de kraan naar het achterschip wat de reikwijdte moest verbeteren. Daarbij werd de capaciteit vergroot naar 2700 shortton zwenkend en 3500 shortton vast.
In 2015 werd het schip gesloopt in Chittagong.